# 藤田文江
藤田 文江（ふじた ふみえ、1908年（明治41年）9月29日 - 1933年 （昭和8年）4月24日）は、日本の詩人。ボードレールの影響を受けた耽美的な詩を書き、詩集に『夜の聲』がある。

## 人物
1908年9月29日に鹿児島県大島郡名瀬村（現・奄美市）で生まれ、鹿児島市、台湾と転居し、14歳まで台湾で過ごす。台北第二高等女学校に入学。再び鹿児島に転居し、鹿児島県立第二高等女学校（現・鹿児島県立甲南高等学校）に編入。1925年に鹿児島県立第二高等女学校を卒業。鹿児島女子師範学校（現・鹿児島大学教育学部）に進学、1926年に卒業し小学校教師になるが、病弱のため退職。その後鹿児島女子師範学校の専攻科に進学。
鹿児島県立第二高等女学校時代に詩作を始める。1926年、新屋敷幸繁七高教授が発行する詩誌「南方楽園」に参加。1929年、新屋敷つる子（幸繁の妻）が主宰する女性詩誌「くれない」の同人にもなるが、「くれない」第4号で脱退。脱退の背景にはつる子からの文江の文才に対する嫉妬心や互いの幸繁への思慕の情を巡る感情があったとされる。1930年に詩誌「松籟」を創刊し、その後「プラナス」も創刊。また、宮崎孝政編集の「詩神」に掲載した詩で1930年に新人推薦をうける。1931年には「詩神」の新人同人仲間と岡山で「タテガミ」（間野捷魯・編集）を発行。1931年、詩誌「鬣」の同人となるが、1932年に「鬣」は終刊。詩誌「牧神」、「茉莉」などへも詩を発表。また、永瀬清子と文通をおこなう。1933年、万国婦人子供博覧会に応募した詩が一等入選し、コロンビアから信時潔作曲でレコード化される。地元の鹿児島新聞（後の南日本新聞）に「昭和鹿児島の紫式部」と讃えられる。
第一詩集『夜の聲』の刊行直前の1933年4月、新屋敷幸繁宅を訪問中に腹痛を急発し逝去。死因は急死急性膵臓炎や急性穿孔性盲腸炎とされる。満24歳没。

## 作風・評価
フランスの詩人シャルル・ボードレールの影響を受けており、人間性の暗部を追求して感覚的、官能的、耽美的な詩を作り、夜をテーマにした詩が多い。また、幼少の頃から病気がちで、常に人生や生命について考えていたことが多少影響し、詩集『夜の聲』の導入部や「夜の聲」「黒いショールの女」「誘惑」はどこか陰鬱で死の影を落としている。
当時の鹿児島の女性詩人の中で、もっともつきつめた思考とすぐれた技巧を身につけていた。

## 作品集
- 『夜の聲　復刻版』（藤田文江、鹿児島詩話会、1991年）
- 『夜の聲　新装改訂版』（藤田文江・著 村永美和子・編、セダー社、2005年）
- 『藤田文江全集』（谷口哲郎・編、書肆子午線、2024年）ー詩集『夜の聲』、詩集未収録詩篇、散文、書簡、年譜、初出一覧、関連文献1次資料、関連文献2次資料、特別インタビュー（末妹・林山鈴子）、解説（谷口哲郎）